# Глибочок (Соснівська селищна громада)
Глибочо́к — село в Україні, у Рівненському районі Рівненської області. Населення становить 249 осіб.

## Географія
Селом протікає річка Глибочанка.

## Населення
За переписом населення 2001 року в селі мешкало 247 осіб. 100 % населення вказало своєї рідною мовою українську мову.

## Відомі люди
- Фомін Мирон Іванович народився в 1923 році в селі Глибочок Березнівського району Рівненської області.

З 1 січня 1944 року був призваний на військову службу.
Відбував службу в Мурманську в 60-му стрілецькому полку за спеціальністю кулеметник.
У червні 1944 року був поранений потім знову проходив службу в 244-му полку МВД з вересня 1944 року по травень 1945 року.

Нагороди:
Орден Вітчизняної війни;

медалями:

«За бойові заслуги»

«За відвагу»

«За Перемогу над Німеччиною у Великій Вітчизняній війні 1941—1945рр»